# أدوبي أير
أدوبي أير هو تطبيق متعدد المنصات أنتجته شركة أدوبي يعمل خارج المتصفح ويستخدم أدوبي فلاش وأدوبي فليكس ولغة ترميز النص الفائق وأجاكس لتصبح في النهاية برمجيات تطبيقية.
يشير ادوبي اير إلى (Adobe Integrated Runtime) وهو يعني تشغيل ادوبي المتكامل الذي يعمل عبر منصات التشغيل المختلفة المطور بواسطة أنظمة ادوبي وذلك لبناء تطبيقات الإنترنت المختلفة على سطح المكتب فوفقا لشركة ادوبي صاحبة المشروع فانه يمكن المطورين من نشر تطبيقاتهم المبنيه بواسطة ("لغة ترميز النص الفائق ٫ جافا سكريبت ٫ اكشن سكريبت ٫ ادوبي فلاش بروفيشنال وادوبي فلاش بيلدر") والتي تعمل على انطمة التشغيل والاجهزه المختلفة والتي تشمل البلاك بيري ٫ ANDRIOD ٫ IOS DEVICES ٫ الحواسيب الشخصية وحتى أجهزة التليفزيون.

## التوفر
إن الإصدار الأخير والاحدث هو أدوبي أير النسخة الثالثة ٬ وهو يشتمل على أدوبي فلاش بلاير 11 ٬ وهو متوفر لويندوز xp والإصدارات الاحدث والماك (OS X). توقف الدعم الرسمي لتوزيعات ليونكس في يوليو عام 2011 ٬ وكان ٱخر الإصدارات هي 2.6 ٬ بالرغم من أن ادوبي اير 3 مدعوم في أنظمة تشغيل الهواتف النقاله وAndriod (الإصدار "ARM CORTEX A8" فما فوق) بالإضافة إلى (Apple IOS).
و في يناير عام 2009 زعمت شركة ادوبي ان عدد تنزيلات المشاريع وتثبيتها قد وصل إلى 100 مليون شخص ٬ وان أغلبية هذه التثبيتات تحدث عندما يثبتها المستخدم اولا.
إن هذا الرقم الهائل في التثبيتات يرجع إلى ان تطبيق ادوبي اير مضمن في الاصل ضمن مشروعات ادوبي ريدر (و التي انطلقت أول مره في يناير عام 2008) وادوبي فوتوشوب وادوبي ليت روم بدون أي تخيير للمستخدم أو استشارته في تحميله ضمن تلك المشاريع أو حتى كيفية تثبيتهأعلى الجهاز المستخدم.

## وصلات خارجية
- الموقع الرسمي